# Barcelona-Kataloniens Grand Prix
Barcelona-Kataloniens Grand Prix är ett planerat event inom Formel 1, som kommer äga rum på Circuit de Barcelona-Catalunya år 2026. Det är det första av två lopp som äger rum i Spanien under 2026 års tävlingskelnder, det andra loppet är Spaniens Grand Prix, som från och med 2026 kommer köras på Madring i Madrid. 